# Azud del Repartiment
El azud del Repartiment (en valenciano y oficialmente, L'Assut del Repartiment, más conocido como La Cassola) es el nombre que recibe el azud construido con motivo de las obras del Plan Sur para el reparto de las aguas de las acequias de la Vega de Valencia (España) afectadas por el Nuevo Cauce del Turia.

## Datos

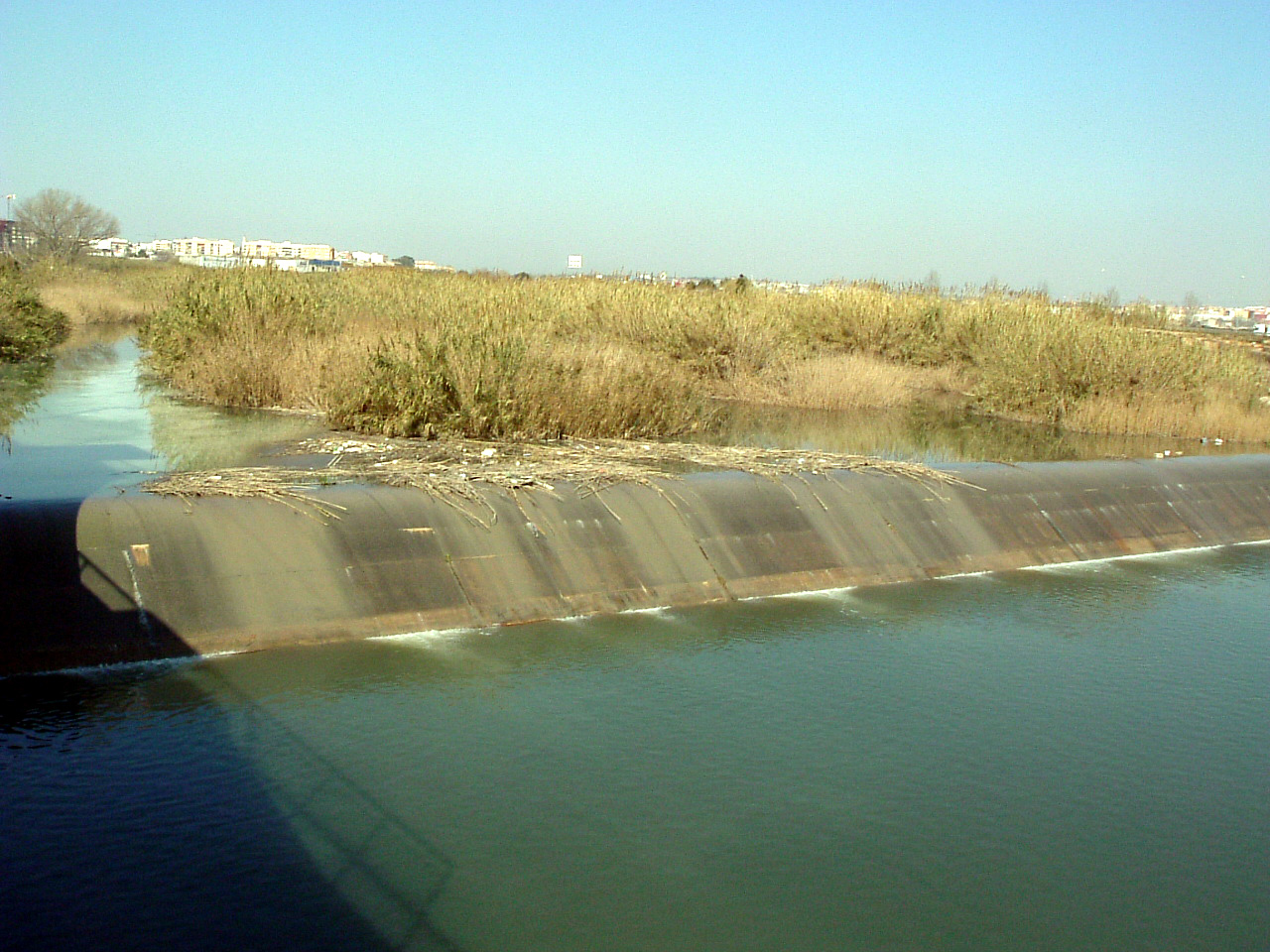
Vertedero de aguas bajas del azud del Repartiment

Está ubicado en término Municipal de Cuart de Poblet, en las proximidades del término de Mislata. Se dispone perpendicular al sentido de circulación de las aguas del río con el fin de elevarlas para las tomas de las acequias de riego. Tiene dos partes diferenciadas: el tramo de aguas bajas está compuesto por un vertedero de perfil Creager de 99 m de longitud, construido en la cota 30 m s. n. m.; el tramo de aguas altas es una rampa de vertido de 99 m de anchura apta para la circulación de grandes caudales, iniciada 2 metros más alta que el vertedero Creager, en la cota 32 m s. n. m. Está diseñado para actuar como un vertedero de funcionamiento sumergido para una amplia gama de caudales, entre 0 y 5.000 metros cúbicos por segundo (lo cual supondría un nivel de agua de unos 6 m aguas arriba sobre el nivel del azud bajo). Constituye la obra de cabecera de la canalización de defensa de avenidas del río Turia llamada Plan Sur. En la margen derecha del azud existe una compuerta de desagüe de fondo, de 3,5 m de ancha y 4 m de altura, que permite vaciar el azud completamente, pues su base está en la cota 23,5 m s. n. m.
En la margen derecha del azud se sitúa la cámara de reparto de distribución de las aguas de las acequias de la Vega de Valencia. Allí se encuentran a la izquierda las tomas de las acequias de Rascaña, Rovella y Favara margen izquierda, y al frente, las tomas de Favara margen derecha y la de la Acequia del Oro. Por dentro de la obra del azud, concretamente debajo de la rampa de rotura de salida del vertedero Creager, discurren las tres conducciones de los sifones de las acequias de Rascaña, Rovella y Favara margen izquierda, que cruzan el nuevo cauce del Turia para dar los caudales a las acequias de la margen derecha del curso histórico del Turia que quedaron a la izquierda en el nuevo. Con el fin de repartir las aguas de acuerdo con los derechos históricos, las cotas de las tomas se distribuyen de la siguiente forma: en la cota 28,58 m s. n. m. está la de la acequia de Favara margen derecha; en la cota 28,70 m s. n. m. están las de Rascaña, Rovella y Favara margen izquierda; en la cota 28,99 m s. n. m. está la toma de la acequia del Oro, que solo tiene derecho histórico a las aguas sobrantes del riego de las demás acequias.
- Datos: Q5715206
- Multimedia: Assut del Repartiment / Q5715206